# Adam Twardo
Adam Twardo (ur. 26 maja 1983 w Płocku) – polski piłkarz ręczny, rozgrywający.
W latach 2002–2013 był graczem w Wisły Płock, z którą pięciokrotnie został mistrzem Polski i trzykrotnie wywalczył puchar kraju. W barwach płockiego klubu występował w Lidze Mistrzów (rzucił w tych rozgrywkach 18 bramek). Od 2013 do 2015 był zawodnikiem Górnika Zabrze. W 2015 podpisał kontrakt z KPR Legionowo. W 2016 odszedł z legionowskiej drużyny.
Występował w reprezentacji Polski. Znalazł się m.in. w szerokiej kadrze na mistrzostwa świata w Hiszpanii (2013).

## Sukcesy
Wisła Płock
- Mistrzostwo Polski: 2004, 2005, 2006, 2008, 2011
- Puchar Polski: 2005, 2007, 2008